# Markus Wolf

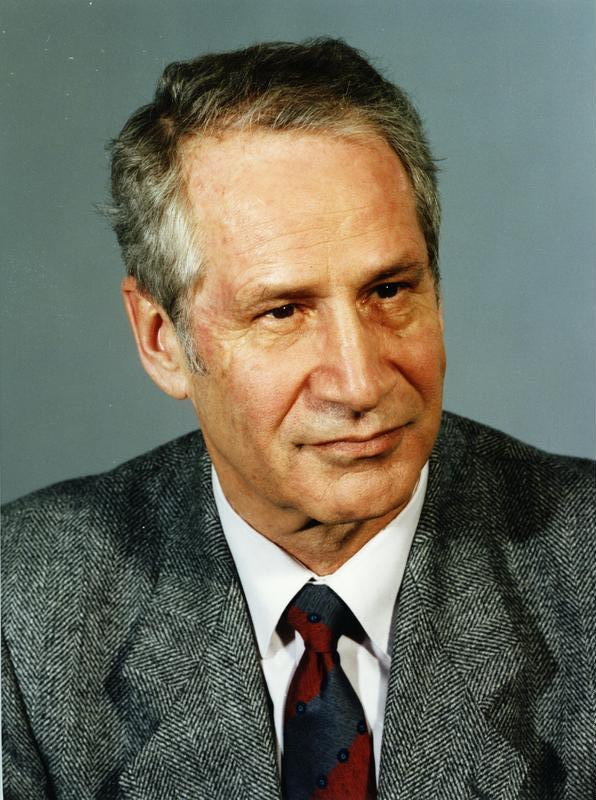
Markus Wolf (1989)

Markus Johannes „Mischa“ Wolf (* 19. Januar 1923 in Hechingen, Hohenzollern; † 9. November 2006 in Berlin) war ein deutscher Leiter des Auslandsnachrichtendienstes der DDR. Er leitete von 1952 bis 1986 die Hauptverwaltung A (HVA), den Auslandsnachrichtendienst im Ministerium für Staatssicherheit.

## Leben

### 1923 bis 1945
Wolfs Vater war der Arzt und Schriftsteller Friedrich Wolf (1888–1953), der aus einer religiösen jüdischen Familie aus Neuwied im Rheinland stammte und aktiver Kommunist war. Wolfs Mutter war die Kindergärtnerin Else Wolf, geborene Dreibholz (1898–1973). Markus Wolfs Bruder war der Filmregisseur Konrad Wolf (1925–1982). Die Familie lebte in Stuttgart, bis sie nach der Machtergreifung der Nationalsozialisten 1933 zunächst in die Schweiz emigrierte, danach nach Frankreich und 1934 in die Sowjetunion. Sie überlebten dort (anders als viele andere Kommunisten, die ebenfalls in die Sowjetunion geflohen waren) die Zeit des Großen Terrors (Herbst 1936 bis Ende 1938). Die Familie lebte in Moskau in einem Haus in der Nischni-Kislowski-Gasse. Die beiden Brüder besuchten die Karl-Liebknecht-Schule.
Von 1940 bis 1942 besuchte Markus Wolf die Hochschule für Flugzeugbau in Moskau, anschließend die nach dem deutschen Überfall 1941 aus Moskau nach Kuschnarenkowo im Ural-Vorland evakuierte Parteischule des Exekutivkomitees der Komintern. Dort traf er seinen ehemaligen Schulfreund Wolfgang Leonhard wieder und verliebte sich in Emmi Stenzer (1923–2020), die Tochter des früheren KPD-Reichstagsabgeordneten Franz Stenzer, und heiratete sie 1944 in Moskau. Ab 1943 war er Redakteur und Sprecher beim Moskauer Deutschen Volkssender.

### 1945 bis 1990
Im Mai 1945, nach dem Ende des Zweiten Weltkrieges, kehrte Wolf wenige Tage zu Leonhard nach Berlin zurück. Zunächst machten beide Karriere in der Kommunistischen Partei Deutschlands bzw. der Sozialistischen Einheitspartei Deutschlands. Während aber Leonhard 1949 mit dem Stalinismus brach und im Jahr darauf in die Bundesrepublik Deutschland emigrierte, blieb Wolf linientreu. Die Sowjetische Militäradministration in Deutschland (SMAD) setzte ihn, der die sowjetische Staatsangehörigkeit hatte, unter dem Decknamen „Michael Storm“ als „Kontrolloffizier“ beim Aufbau des Berliner Rundfunks ein. Dort war er u. a. der Vorgesetzte von Karl-Eduard von Schnitzler. Zudem war er 1945/46 als Berichterstatter bei den Nürnberger Prozessen akkreditiert.
Nach der Gründung der DDR wurde Wolf 1949 als Erster Rat an die DDR-Botschaft in Moskau berufen. Diese Tätigkeit übte er bis 1951 aus.
Ab September 1951 beteiligte sich Wolf in Berlin am Aufbau des ersten Auslandsnachrichtendienstes der DDR, des Instituts für wirtschaftswissenschaftliche Forschung (IWF). Er wurde stellvertretender Leiter der Hauptabteilung III (Abwehr). 1952 wurde Wolf als Nachfolger von Anton Ackermann zum Leiter des IWF berufen. Wolf wurde damit mit 29 Jahren Chef eines weltweiten Agentennetzes mit 4600 hauptamtlichen Mitarbeitern, über 10.000 inoffiziellen Mitarbeitern und 1500 Spionen in der Bundesrepublik Deutschland, darunter rund 50 Spitzenquellen.

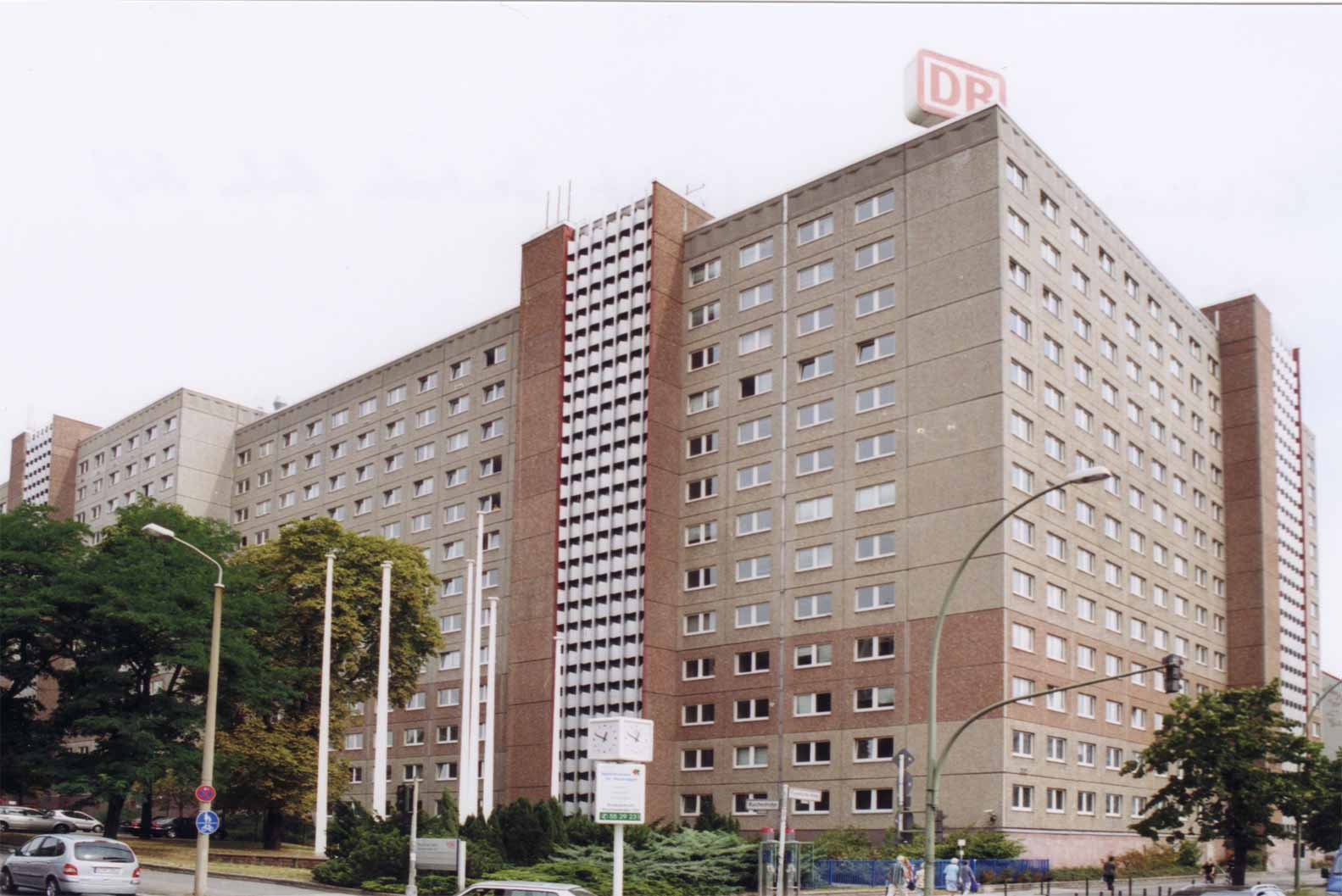
Letzter Hauptsitz der HV A im „Haus 15“ der Zentrale des Ministeriums für Staatssicherheit in Berlin-Lichtenberg

1953 wurde das IWF ins Ministerium für Staatssicherheit eingegliedert. Seine Mitarbeiter wurden speziell ausgewählt, waren vielfach besser ausgebildet als andere Mitarbeiter des Ministeriums für Staatssicherheit und verstanden sich als dessen Elite. Wolf wurde Leiter der Hauptabteilung XV (Auslandsaufklärung), deren Bezeichnung 1956 in Hauptverwaltung A (HVA) umgewandelt wurde. Wolf wurde Generalmajor und war als Spionagechef auch 1. Stellvertreter des Ministers für Staatssicherheit, zunächst unter Ernst Wollweber, dann unter Erich Mielke. Wolfs besonderes Augenmerk galt der Wirtschaftsspionage in der Bundesrepublik Deutschland und der Einflussnahme auf die westdeutsche Politik durch gezielte Falschinformationen mit dem Ziel der Destabilisierung.
1972 trug Wolf laut seinen 1997 veröffentlichten Memoiren zum Scheitern des Misstrauensvotums gegen Willy Brandt bei, weil der DDR und der Sowjetunion an der Sicherung der Ostverträge gelegen war. Er bestach den CDU-Abgeordneten Julius Steiner mit 50.000 DM, damit sich dieser der Stimme enthielt.
Im März 1976 und nach der Scheidung von seiner Frau Emmi lernte er in Karl-Marx-Stadt (Chemnitz) Christa Heinrich, eine gelernte Schneiderin, kennen. Er heiratete sie 1976 und weihte sie in seine Geheimdienst-Tätigkeit ein. Sie war damals selbst seit Jahren für die Stasi tätig.

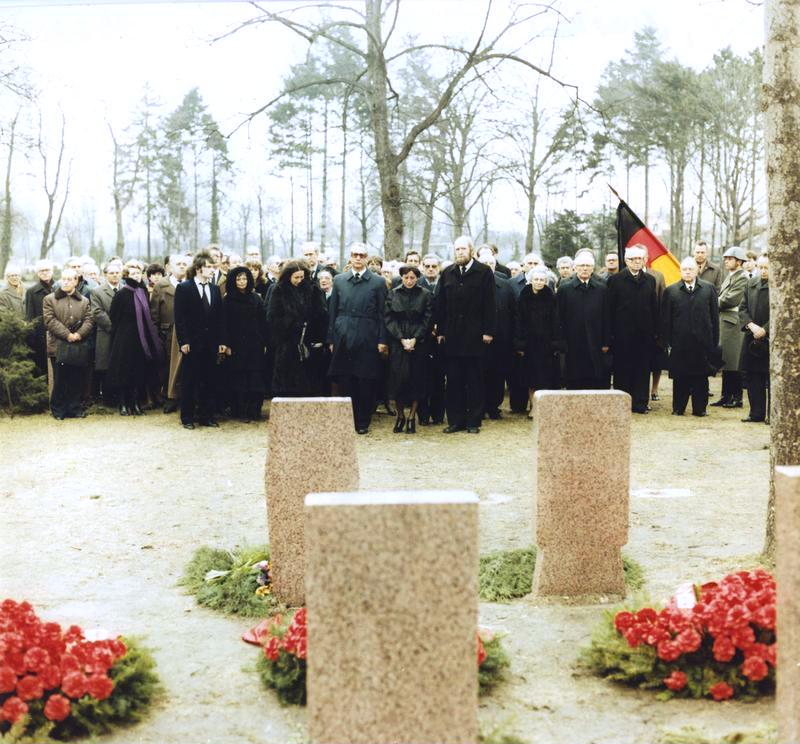
Markus Wolf (Mitte, mit Sonnenbrille) bei der Beisetzung seines Bruders Konrad in Berlin 1982. Unter den Trauergästen u. a. Erich Mielke (2. Reihe, 2. v. r.) und Erich Honecker (2. Reihe, 4. v. r.).

Im Jahr 1979 wurde Wolf von Werner Stiller beim Bundesnachrichtendienst auf einem Foto des schwedischen Nachrichtendienstes identifiziert. Es zeigte ihn bei einem Einkauf in Stockholm. Nachdem es im Westen seit den 1950er Jahren kein aktuelles Foto von ihm gegeben und er den Beinamen „Mann ohne Gesicht“ bekommen hatte, war dies sensationell. Seitdem waren seine Reisemöglichkeiten ins westliche Ausland stark eingeschränkt. Dieses Bild wurde dem Nachrichtenmagazin Der Spiegel von Seiten des BND lanciert und machte Markus Wolf auch der westdeutschen Öffentlichkeit bekannt.
Ein seltenes Foto zeigte Wolf am 12. März 1982 bei der Beerdigung seines Bruders auf dem Friedhof Berlin-Friedrichsfelde. Das Foto schoss der Stern-Fotograf Harald Schmitt, der in seinem Bildband Sekunden, die Geschichte wurden berichtete, dass die Negative zu den Fotos „auf mysteriöse Weise“ aus dem Stern-Archiv verschwunden seien.
Im Mai 1986 wurde Wolf auf eigenen Wunsch beurlaubt. Er ließ sich im August 1986 von seiner Frau Christa scheiden und begann sein erstes Buch, Die Troika. Im Oktober 1986 heiratete er Andrea Stingl, mit der er bis zu seinem Tod zusammen blieb. Stingl hatte vier Monate wegen versuchter Republikflucht in Stasi-Haft gesessen. Dies und Wolfs Frauenverhältnisse im Allgemeinen waren seinem Vorgesetzten Erich Mielke ein Dorn im Auge. Im November 1986 wurde Generaloberst Wolf aus dem MfS entlassen. Mielke deutete in späteren Zeitungsinterviews an, dass Wolfs Lebenswandel auch zu seinem Ausscheiden aus der Stasi führte.
Kurz darauf lernte er bei den Dreharbeiten zu der Dokumentation der DEFA über seinen Vater Friedrich Wolf (Verzeiht, daß ich ein Mensch bin von Lew Hohmann) dessen jüngsten Sohn, seinen Halbbruder Thomas Naumann kennen.

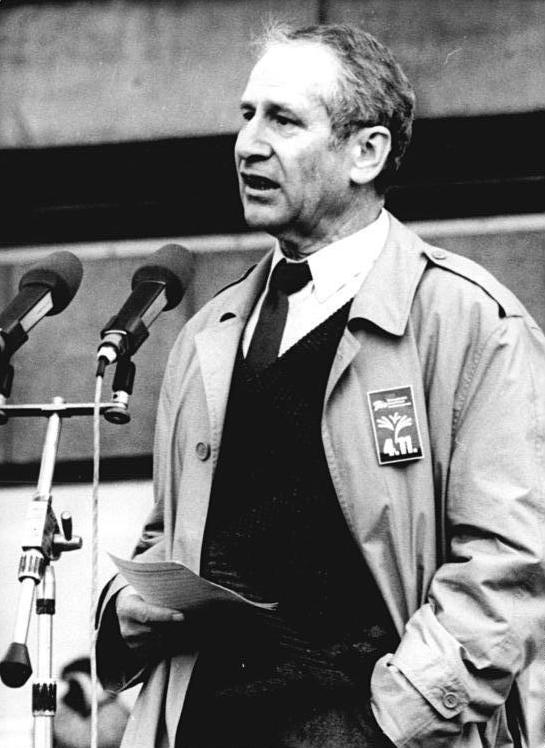
Wolf spricht bei der Berliner Großdemonstration am 4. November 1989

Im Frühjahr 1989 veröffentlichte Wolf Die Troika. Das Buch überraschte durch selbstkritische Offenheit. Zur Vorstellung des Buches plante Wolf, auch in die Bundesrepublik zu reisen. Im Juni 1989 erließ jedoch der Bundesgerichtshof auf Antrag des Generalbundesanwalts Kurt Rebmann einen Haftbefehl gegen ihn wegen des Vorwurfs der geheimdienstlichen Agententätigkeit.
Im September 1989 sprach er in einem Interview mit der Süddeutschen Zeitung von seiner Mitverantwortung für die Mängel der DDR. Später nahm er sogar an Veranstaltungen oppositioneller Gruppen teil und bezeichnete sich selbst als „Berater“ der neuen SED-Politiker, übernahm aber selbst keine Ämter. Er kritisierte in dieser Zeit öffentlich die DDR-Medien, insbesondere das SED-Zentralorgan Neues Deutschland, unter anderem für dessen Einordnung der Flüchtlingswelle aus der DDR. Am 4. November 1989 – fünf Tage vor Öffnung der Mauer – trat Wolf auf der Großdemonstration auf dem Berliner Alexanderplatz als Redner auf. Er wurde vom Publikum ausgepfiffen, als er unter anderem forderte, dass die SED eine „Wende“ einleiten und den Dialog über „grundlegende Reformen eines erneuerten Sozialismus“ beginnen solle.
Wolf behauptete, er habe im Mai 1990 ein Angebot der CIA über eine siebenstellige Summe, eine neue Identität und ein Haus in Kalifornien erhalten. Am 27. September 1990, also kurz vor der Wiedervereinigung, flüchtete er mit seinem Sohn Franz aus erster Ehe, seiner Frau Andrea sowie seinem Schwiegervater mit echten Pässen über die DDR-Grenze in die Tschechoslowakei. Vor der Grenze stieg Wolf aus seinem Volvo in einen alten Lada um. Das erste Versteck war eine Ferienwohnung im österreichischen Kitzbühel, die ihm sein Freund Heinrich von Einsiedel verschafft hatte. Danach halfen Wolf seine alten Kontakte zum sowjetischen Geheimdienst, und ein KGB-Kurier brachte ihn und seine Frau aus Österreich nach Ungarn und von dort per Flugzeug nach Moskau. Sie blieben ein Jahr im Exil, bis auch die Sowjetunion nach dem gescheiterten Augustputsch gegen Michail Gorbatschow zusammenbrach.

### 1991 bis 2006
Im September 1991 suchte Wolf erneut Zuflucht in Österreich und beantragte dort politisches Asyl, was abgelehnt wurde. Nach fast genau einem Jahr Exil kehrte er mit seiner Frau, auch auf Anraten ihrer Anwälte, nach Deutschland zurück, um sich den deutschen Bundesbehörden zu stellen. Bundesanwalt Joachim Lampe nahm ihn schon am Grenzübergang Bayerisch Gmain in Gewahrsam. Johann Schwenn übernahm seine Verteidigung.
Fast zwei Jahre nach seiner Festnahme begann das Oberlandesgericht Düsseldorf im Mai 1993 mit großem Medieninteresse den Prozess unter der Anklage auf Landesverrat und Bestechung. Der Vorwurf des Landesverrats bezog sich vor allem auf die Fälle der Spione Klaus Kuron, Günter Guillaume sowie Alfred und Ludwig Spuhler. Das Gericht folgte der Anklage und verurteilte Wolf zu sechs Jahren Freiheitsstrafe. Der mittlerweile 70-Jährige musste nicht mehr in Haft. Zwei Jahre später traf das Bundesverfassungsgericht eine Grundsatzentscheidung: Mitarbeiter der HVA mit damaligem Lebensmittelpunkt in der DDR wurden nicht mehr strafrechtlich verfolgt. Der Straftatbestand der Spionage sei zwar erfüllt, durch die im Zuge der deutschen Vereinigung gebotene Verhältnismäßigkeit strafrechtlicher Maßnahmen bestehe jedoch ein Verfahrenshindernis für die im Auftrag der DDR tätigen MfS-Mitarbeiter, soweit sie diese Handlungen vom Staatsgebiet der DDR aus durchgeführt hatten. Das Urteil gegen Wolf wurde aufgehoben.
Im Jahr 1996 beantragte Wolf ein Visum für die Vereinigten Staaten, um bei der Veröffentlichung seiner Memoiren im Verlag Random House dabei zu sein und um seinen Halbbruder Lukas zu besuchen, den er seit den 1930er-Jahren nicht mehr gesehen hatte. Das Visum wurde mit der Begründung verweigert, er habe eine terroristische Vergangenheit und sei ein unreconstructed communist (in etwa ein „unverbesserlicher Kommunist“).

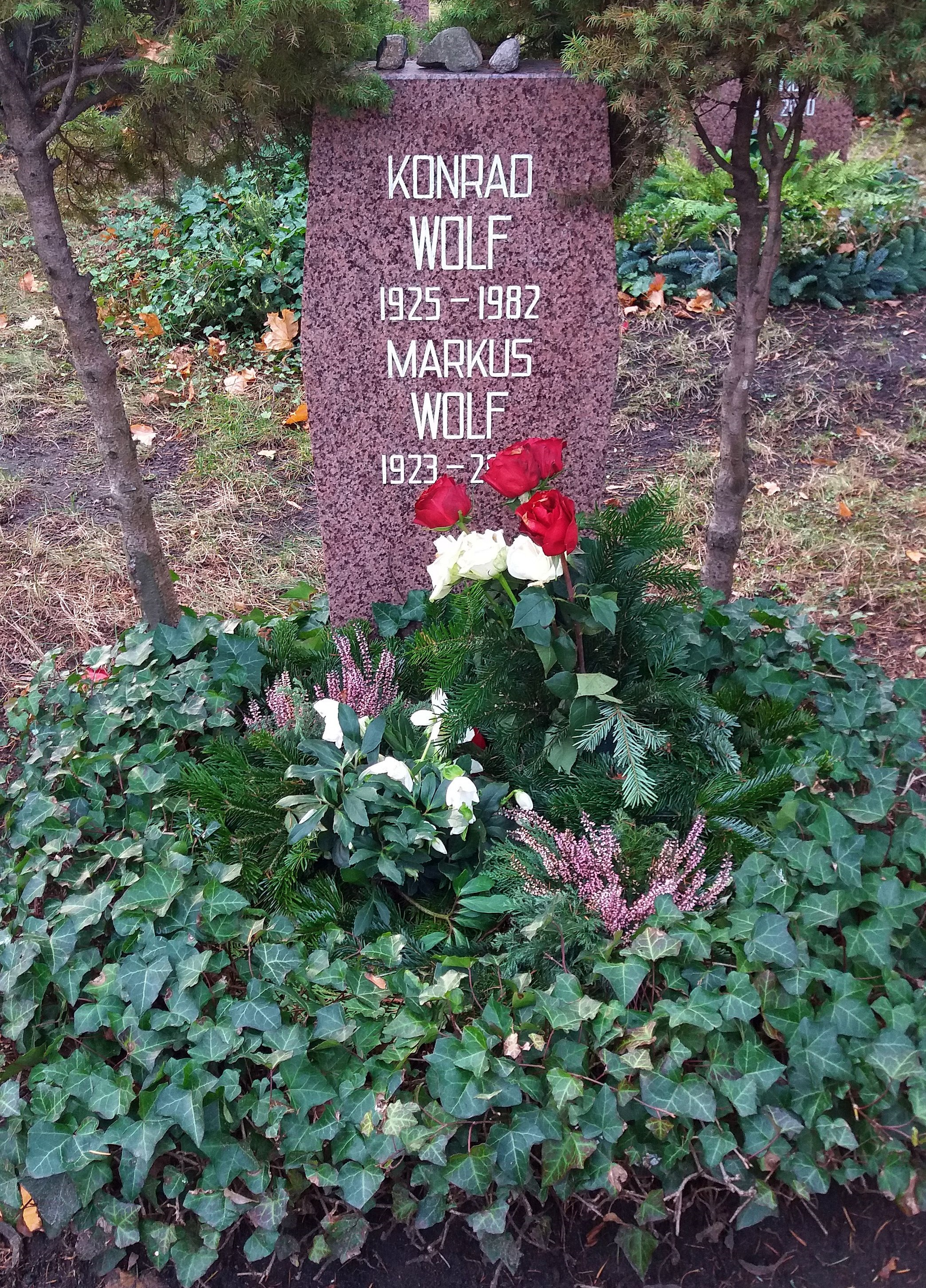
Grab von Konrad und Markus Wolf auf dem Zentralfriedhof Friedrichsfelde in Berlin

1997 gab es eine weitere Verurteilung zu zwei Jahren Freiheitsstrafe auf Bewährung wegen Freiheitsberaubung, Nötigung und Körperverletzung in vier Fällen. Im gleichen Jahr wurde gegen Wolf wegen Aussageverweigerung im Spionageprozess gegen den SPD-Politiker Paul Gerhard Flämig drei Tage Beugehaft verhängt.
Gegen Ende seines Lebens lebte Wolf in Berlin, wo er im Alter von 83 Jahren in der Nacht zum 9. November 2006 starb. Am 25. November wurde seine Urne im Grab seines Bruders Konrad in der Grabanlage Pergolenweg des Zentralfriedhofs Friedrichsfelde in Berlin beigesetzt.
Seine Stieftochter Claudia Wolf war ab 1993 Assistentin und zweite Ehefrau des schwäbischen Unternehmers Hans Wall. Sein Sohn Franz Wolf wurde im Zusammenhang mit den Offshore-Leaks als Finanztreuhänder bekannt. 2011 entschied das Landessozialgericht Berlin-Brandenburg, dass seiner Witwe Andrea Wolf jene  Entschädigungsrente für „Kämpfer gegen den Faschismus“ nicht zustehe, die ihrem Mann gestrichen worden war.

## Auszeichnungen
- 1985 Medaille „40. Jahrestag des Sieges im Großen Vaterländischen Krieg 1941–1945“[21]

## Publikationen
- Die Troika: Geschichte eines nichtgedrehten Films. Aufbau, Berlin/Weimar 1989, ISBN 3-351-01450-3.
- In eigenem Auftrag: Bekenntnisse und Einsichten. Schneekluth, München 1991, ISBN 3-7951-1216-8.
- Geheimnisse der russischen Küche. Rotbuch, Hamburg 1995, ISBN 3-88022-459-5.
- Spionagechef im geheimen Krieg: Erinnerungen. Econ & List, München 1998, ISBN 3-612-26482-6.
- Die Kunst der Verstellung: Dokumente, Gespräche, Interviews. Schwarzkopf und Schwarzkopf, Berlin 1998, ISBN 3-89602-169-9.
- Freunde sterben nicht. Das Neue Berlin, Berlin 2002, ISBN 3-360-00983-5.